# Snårvinda

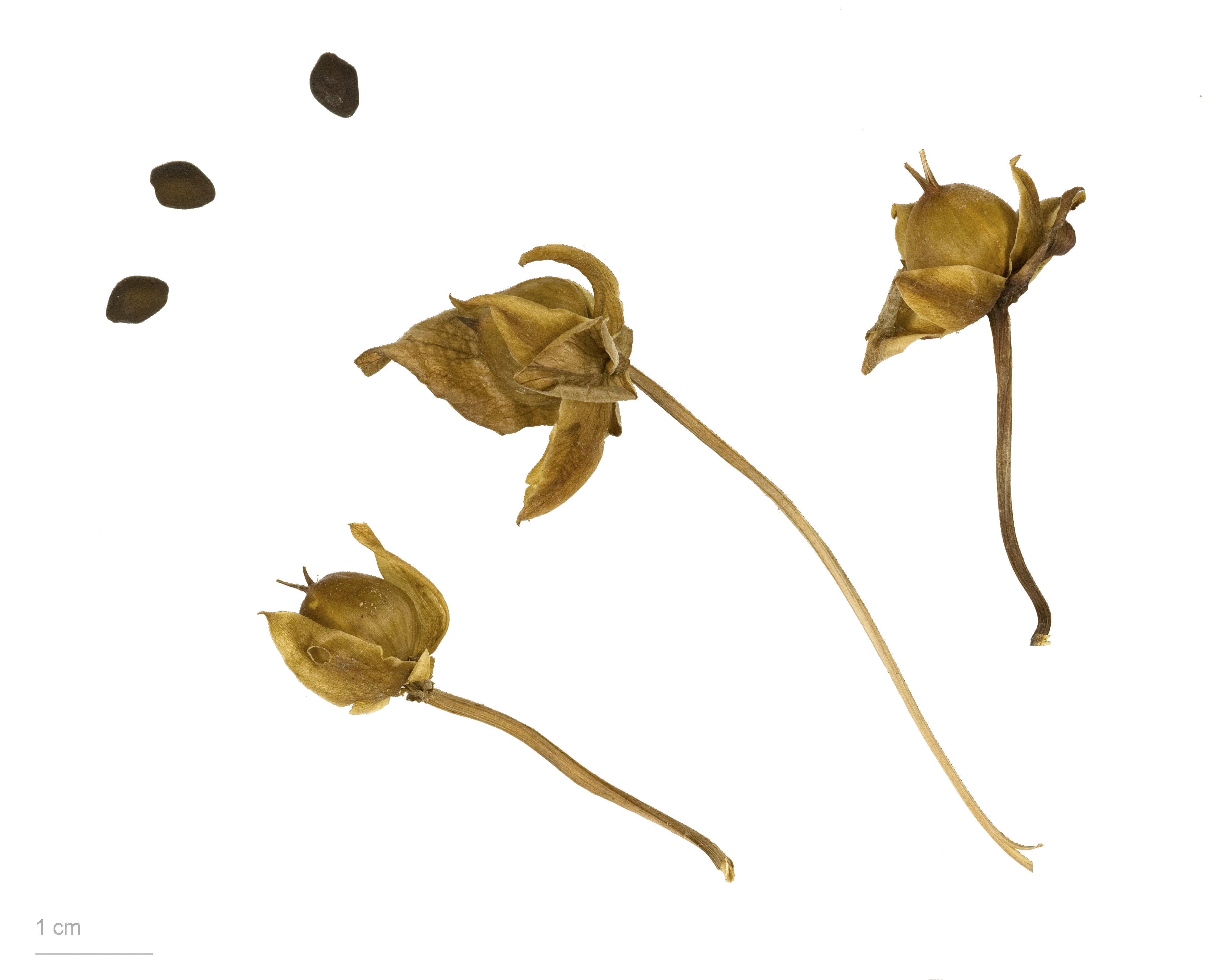
Calystegia sepium

Snårvinda (Calystegia sepium) är en art i familjen vindeväxter och en av Sveriges vanligaste slingerväxter. Arten är i sin helhet kosmopolitisk i tempererade områden.
Den blir två till tre meter lång och växter ofta på häckar och i buskage. Bladen är pillika med en hjärtformad bladbas, de blir 5 till 10 centimeter långa och omkring tre till sju centimeter breda.
Snårvindan blommar mellan juli och september. Blommorna är trattlika, vita, tre till fem centimeter i diameter och har i regel fem ståndare. I sällsynta fall är blommorna ljust rosa men vita streck igenom. Ej att förväxla med åkervinda vars blommor är lite mindre, har rosa streck på utansidan av kronbladen och ofta en rosa ton. Snårvindans fruktämne mognar till en kapsel.
Precis som övriga slingrande vindeväxter så slingrar sig den alltid moturs (i vänstervarv). Eftersom den har en relativt hög tillväxttakt så räknas den ibland som ogräs.

## Underarter
- subsp. americana. Ursprungligen från Nordamerika.
- subsp. angulata. Ursprungligen från Nordamerika.
- subsp. appalachiana. Ursprungligen från östra Nordamerika.
- subsp. binghamiae. Ursprungligen från västra Nordamerika (främst i Kalifornien).
- subsp. erratica. Ursprungligen från Nordamerika.
- subsp. limnophila. Ursprungligen från södra delarna av Nordamerika.
- subsp. orientalis. Förekommer i Kina. Den har vita blommor (4,3-7,2 cm vida) och bladens basflikar har parallella inskäringar.
- Kustsnårvinda (subsp. roseata). Ursprungligen från kuster i västra Europa. Den har rosa blommor, spetsig inskärning mellan bladens basflikar samt finhåriga blad och bladskaft.
- Vit snårvinda (subsp. sepium). Ursprungligen från Europa och Asien. Den har vanligen vita blommor och kala blad med spetsig vinkel mellan basflikarna. Det förekommer dock exemplar med rosa blommor som lätt förväxlas med subsp.  roseata.
- Skär snårvinda (subsp. spectabilis). Ursprungligen från Sibirien. Den har rosa blommor (5,5-6,5 cm vida) och har en rundad inskärning mellan bladens basflikar.

De rosablommande underarterna kan förväxlas med rosenvinda (C. pulchra).

## Synonymer och auktorer
Svenska synonyma namn är skogsvinda, vit snårvinda (subsp. sepium), kustvinda, västkustsnårvinda (subsp. baltica), skär snårvinda, skärvinda, trädgårdsvinda (subsp. spectabilis).
En uppställning av underarterna, dess auktorer och synonymer:
subsp. americana (Sims) Brummitt 
- Calystegia inflata Sweet
- Calystegia sepium var. americana (Sims) Matsuda
- Convolvulus americanus (Sims) Greene
- Convolvulus sepium var. americanus Sims

subsp. angulata Brummitt
- Calystegia sepium var. angulata (Brummitt) N. Holmgren
- Calystegia sepium var. repens (L.) Gray
- Convolvulus repens L.
- Convolvulus sepium var. repens (L.) Gray

subsp. appalachiana Brummitt
subsp. roseata Brummitt 
subsp. binghamiae (Greene) Brummitt 
- Convolvulus binghamiae Greene
- Convolvulus sepium var. dumetorum Pospichal

subsp. erratica Brummitt
subsp. limnophila (Greene) Brummitt
subsp. orientalis Brummitt
subsp. sepium
- Calystegia sepium f. colorata (Lange) Dörfler
- Calystegia sepium subsp. baltica Rothmaler
- Calystegia sepium var. maritima (Gouan) Choisy
- Convolvulus laetus Salisb.
- Convolvulus major nom. illeg.
- Convolvulus maritimus Gouan
- Convolvulus nashii House
- Convolvulus repens L.
- Convolvulus sagittatus Dulac  nom. illeg.
- Convolvulus sepium L.
- Convolvulus sepium var. communis R. Tryon
- Convolvulus sepium var. maritimus (Gouan) Loret & Barrandon
- Volvulus sepium (L.) Junger

subsp. spectabilis Brummitt,
- Calystegia dahurica (Herbert) G. Don?
- Calystegia sepium var. integrifolia Liou & Ling
- Convolvulus dahuricus Herbert?

## Etymologi
Artepitetet sepium kommer från latinets sepes (häck) och avser ungefär växer i eller nära häckar (jämför exempelvis med häckvicker vars vetenskapliga namn är Vicia sepium).
Linné gav ursprungligen arten det vetenskapliga namnet Convolvulus sepium men sedan dess har man kommit fram till att snårvindan skiljer sig ganska mycket ifrån övriga vindor (det vill säga, växtarter i släktet Convolvulus) och man har därför låtit snårvindan tillsammans med bland andra rosenvindan (C. pulchra) bilda ett eget släkte som heter Calystegia.